# بها أباد (خور وبيابانك)
بها أباد هي قرية في مقاطعة خور وبيابانك، إيران. في تعداد عام 2006، لوحظ وجودها، ولكن لم يتم الإبلاغ عن سكانها.